# Hymenoplia fulvipennis
Hymenoplia fulvipennis är en skalbaggsart som beskrevs av Blanchard 1850. Hymenoplia fulvipennis ingår i släktet Hymenoplia och familjen Melolonthidae. Inga underarter finns listade i Catalogue of Life.